# Ворзель (зупинний пункт)
Во́рзель — пасажирський залізничний зупинний пункт Київської дирекції Коростенського напрямку Південно-Західної залізниці на лінії Київ-Волинський — Коростень між зупинними пунктами Склозаводська (3 км) Кічеєве (2,5 км). Розташований в однойменному селищі Ворзель Бучанського району Київської області

## Історія
У 1900 році одночасно розпочались будівельні роботи на всіх дільницях майбутньої лінії Києво-Берестейської залізниці на ділянці Київ — Ковель. У 1902 році була відкрита Платформа 34-та верста, з 1908 року вона отримала назву Ворзель (від дачного селища Ворзель).
1959 року електрифіковано в складі дільниці Київ-Волинський — Ворзель, 1960 року — дільниця Ворзель — Клавдієво, в результаті чого сюди вперше пішли приміські електропоїзди. Впродовж 1959—1960 років станція була кінцевою для електропоїздів. В минулому станція мала колійний розвиток з 5 колій, але згодом допоміжні колії було розібрано, а станція набула статусу зупинного пункту.

## Пасажирське сполучення
На зупинному пункті зупиняються приміські електропоїзди Коростеньського напрямку.
З 10 грудня 2017 року призначено 10 пар додаткових електропоїздів сполученням Клавдієво — Святошин та Бородянка — Святошин у години пік. Електропоїзди з Ворзеля до Києва (Святошин) вони зупиняються лише на станціях Буча та Ірпінь, тому курсують швидше за звичайних приміських електропоїздів. Пасажири, які користуються щоденно, мають можливість придбати проїзні квитки на 15 днів, місяць або на кілька місяців.